# Lac Syväri
Le lac Syväri (finnois : Syväri) est un grand lac situé dans les quartiers de Nilsiä et de Varpaisjärvi des municipalités  de Lapinlahti et de Kuopio en Finlande,.

## Présentation
Le lac a une superficie d'environ 78 kilomètres carrés et une altitude de 95,5 mètres.
Le centre touristique de Tahkovuori et ses pistes de ski sont situés sur le bord ouest du lac sur les deux rives de la baie de Tahkolahti.